# Selección de fútbol sub-21 de Costa Rica
La Selección de fútbol sub-21 de Costa Rica es el equipo representativo para las competiciones en los Juegos Centroamericanos y del Caribe
La selección costarricense obtuvo su primer título de la competición en los Juegos Centroamericanos y del Caribe en la edición de Puerto Rico en el año 1993.

## Estadísticas

### Juegos Centroamericanos y del Caribe
| Edición    | Resultado                                  | Posición                                   | PJ                                         | PG                                         | PE                                         | PP                                         | GF                                         | GC                                         | DF                                         |
| ---------- | ------------------------------------------ | ------------------------------------------ | ------------------------------------------ | ------------------------------------------ | ------------------------------------------ | ------------------------------------------ | ------------------------------------------ | ------------------------------------------ | ------------------------------------------ |
| 1926       | No hubo torneo de fútbol                   | No hubo torneo de fútbol                   | No hubo torneo de fútbol                   | No hubo torneo de fútbol                   | No hubo torneo de fútbol                   | No hubo torneo de fútbol                   | No hubo torneo de fútbol                   | No hubo torneo de fútbol                   | No hubo torneo de fútbol                   |
| 1930- 1986 | Competiciones de las selecciones absolutas | Competiciones de las selecciones absolutas | Competiciones de las selecciones absolutas | Competiciones de las selecciones absolutas | Competiciones de las selecciones absolutas | Competiciones de las selecciones absolutas | Competiciones de las selecciones absolutas | Competiciones de las selecciones absolutas | Competiciones de las selecciones absolutas |
| 1990       | Participó la selección sub-23              | Participó la selección sub-23              | Participó la selección sub-23              | Participó la selección sub-23              | Participó la selección sub-23              | Participó la selección sub-23              | Participó la selección sub-23              | Participó la selección sub-23              | Participó la selección sub-23              |
| 1993       | Campeón                                    | 1°                                         | 5                                          | 5                                          | 0                                          | 0                                          | 15                                         | 7                                          | 8                                          |
| 1998       | Tercer lugar                               | 3°                                         | 5                                          | 3                                          | 0                                          | 2                                          | 12                                         | 8                                          | 4                                          |
| 2002       | Tercer lugar                               | 3°                                         | 5                                          | 2                                          | 2                                          | 1                                          | 7                                          | 3                                          | 4                                          |
| 2006       | Tercer lugar                               | 3°                                         | 5                                          | 4                                          | 1                                          | 0                                          | 8                                          | 3                                          | 5                                          |
| 2014       | Fase de grupos                             | 6°                                         | 3                                          | 0                                          | 1                                          | 2                                          | 3                                          | 5                                          | -2                                         |
| 2018       | Fase de grupos                             | 5°                                         | 3                                          | 1                                          | 0                                          | 2                                          | 4                                          | 5                                          | -1                                         |
| 2023       | Subcampeón                                 | 2°                                         | 5                                          | 3                                          | 0                                          | 2                                          | 10                                         | 4                                          | 6                                          |
| Total      | 7/7                                        | -                                          | 31                                         | 18                                         | 4                                          | 9                                          | 59                                         | 35                                         | 24                                         |

## Partidos

### Últimos y próximos encuentros
| Fecha               | Lugar       | Local      |                       | Partido |                        | Visitante   | Racha | Competición                               |
| ------------------- | ----------- | ---------- | --------------------- | ------- | ---------------------- | ----------- | ----- | ----------------------------------------- |
| 28 de junio de 2023 | Santa Tecla | Costa Rica | Bandera de Costa Rica | 0-1     | Bandera de Guatemala   | Guatemala   | No    | Juegos Centroamericanos y del Caribe 2023 |
| 30 de junio de 2023 | Santa Tecla | Jamaica    | Bandera de Jamaica    | 0-6     | Bandera de Costa Rica  | Costa Rica  | Sí    | Juegos Centroamericanos y del Caribe 2023 |
| 2 de julio de 2023  | Santa Tecla | Honduras   | Bandera de Honduras   | 0-1     | Bandera de Costa Rica  | Costa Rica  | Sí    | Juegos Centroamericanos y del Caribe 2023 |
| 4 de julio de 2023  | Santa Tecla | Costa Rica | Bandera de Costa Rica | 2-1     | Bandera de El Salvador | El Salvador | Sí    | Juegos Centroamericanos y del Caribe 2023 |
| 6 de julio de 2023  | Santa Tecla | México     | Bandera de México     | 2-1     | Bandera de Costa Rica  | Costa Rica  | No    | Juegos Centroamericanos y del Caribe 2023 |

## Palmarés
| Competición                          |         |            |                  |
| Competición                          | Títulos | Subtítulos | Tercer lugar     |
| ------------------------------------ | ------- | ---------- | ---------------- |
| Juegos Centroamericanos y del Caribe | 1993    | 2023       | 1998, 2002, 2006 |
| Total                                | 1       | 1          | 3                |